# Châu thổ

Đồng bằng châu thổ

Châu thổ là một địa mạo cấu tạo khi một dòng sông chảy vào một vụng nước, nhỏ là hồ, đầm phá, lớn là vịnh, biển hay đại dương khiến dòng nước bị cản chậm lại. Chất phù sa cuốn theo dòng nước khi tốc độ nước không đủ mạnh sẽ phải lắng đọng xuống, bồi lên lòng sông và hai bên bờ. Lượng trầm tích lan tỏa theo bề rộng làm lòng sông chuyển từ hẹp và sâu sang càng nông và rộng. Nhiều nhánh sông phân lưu nhỏ xuất hiện, giúp trải rộng cửa biển. Địa hình đặc trưng này gọi là châu thổ sông.
Châu thổ không chỉ là một đặc điểm địa mạo nổi bật mà còn là nơi hội tụ của sự sống. Đặc tính đất đai màu mỡ từ phù sa khiến các châu thổ trở thành vùng đất lý tưởng cho nông nghiệp và phát triển cộng đồng dân cư. Bên cạnh đó, hệ thống nhánh sông phân lưu và cửa sông đa dạng tạo điều kiện cho sự hình thành của các hệ sinh thái phong phú, là môi trường sống của nhiều loài động thực vật. Không chỉ đóng vai trò kinh tế, châu thổ còn góp phần ổn định môi trường tự nhiên và bảo vệ bờ biển khỏi tác động của xói mòn.

## Quá trình hình xây dựng
Châu thổ sông hình thành khi một con sông mang theo trầm tích tiếp xúc với một vùng nước đứng, như một đại dương, hồ, hoặc hồ chứa. Khi dòng chảy đi vào vùng nước đứng, nó không còn bị giới hạn bởi bờ sông nữa và sẽ tỏa rộng. Điều này làm giảm vận tốc dòng chảy, cũng có nghĩa là làm giảm khả năng vận chuyển trầm tích. Kết quả là, trầm tích giảm di chuyển và lắng xuống. Theo thời gian, lòng sông duy nhất này sẽ biến thành thùy châu thổ (một vùng với nhiều phân lưu có dạng như chân chim mà người ta có thể quan sát ở châu thổ sông Mississippi hoặc châu thổ sông Ural), đẩy miệng sông đi xa hơn nữa vào trong vùng nước đứng. Khi thùy châu thổ phát triển, các gradien của lòng sông giảm đi do dòng sông dài thêm nhưng độ dốc không thay đổi. Đến khi độ dốc của lòng sông giảm đi, nó trở nên không ổn định vì hai lý do. Thứ nhất, nước dưới lực hấp dẫn sẽ có xu hướng chảy thẳng theo hướng dốc nhất. Nếu dòng sông có thể vi phạm đê tự nhiên của nó (tức là, trong khi lũ lụt), nó sẽ tràn ra theo một dòng chảy mới và ngắn nhất đến đại dương, do đó có được một độ dốc dốc hơn và ổn định hơn. Thứ hai, khi độ dốc của lòng sông giảm, lượng biến dạng nén xuống đáy sẽ giảm, làm cho trầm tích lắng xuống ngay tại lòng sông, dẫn tới đáy lòng sông trở nên cao thêm tương đối so với mặt vùng lũ. Điều này sẽ làm cho sông càng dễ vi phạm đê tự nhiên và mở ra một dòng chảy mới vào vùng nước đứng với độ dốc lớn hơn. Thường thì những khi như thế, một phần nước sông có thể vẫn chảy qua dòng chảy đã bị bỏ. Khi có sự thay đổi dòng chảy ở một châu thổ đã trưởng thành, một mạng lưới phân lưu sẽ được tạo ra.

## Danh sách vùng châu thổ nổi tiếng
- Châu thổ sông Ayeyarwady
- Châu thổ sông Ấn
- Camargue (châu thổ sông Rhône)
- Châu thổ Châu Giang
- Châu thổ sông Colorado
- Châu thổ sông Donau
- Châu thổ sông Dương Tử

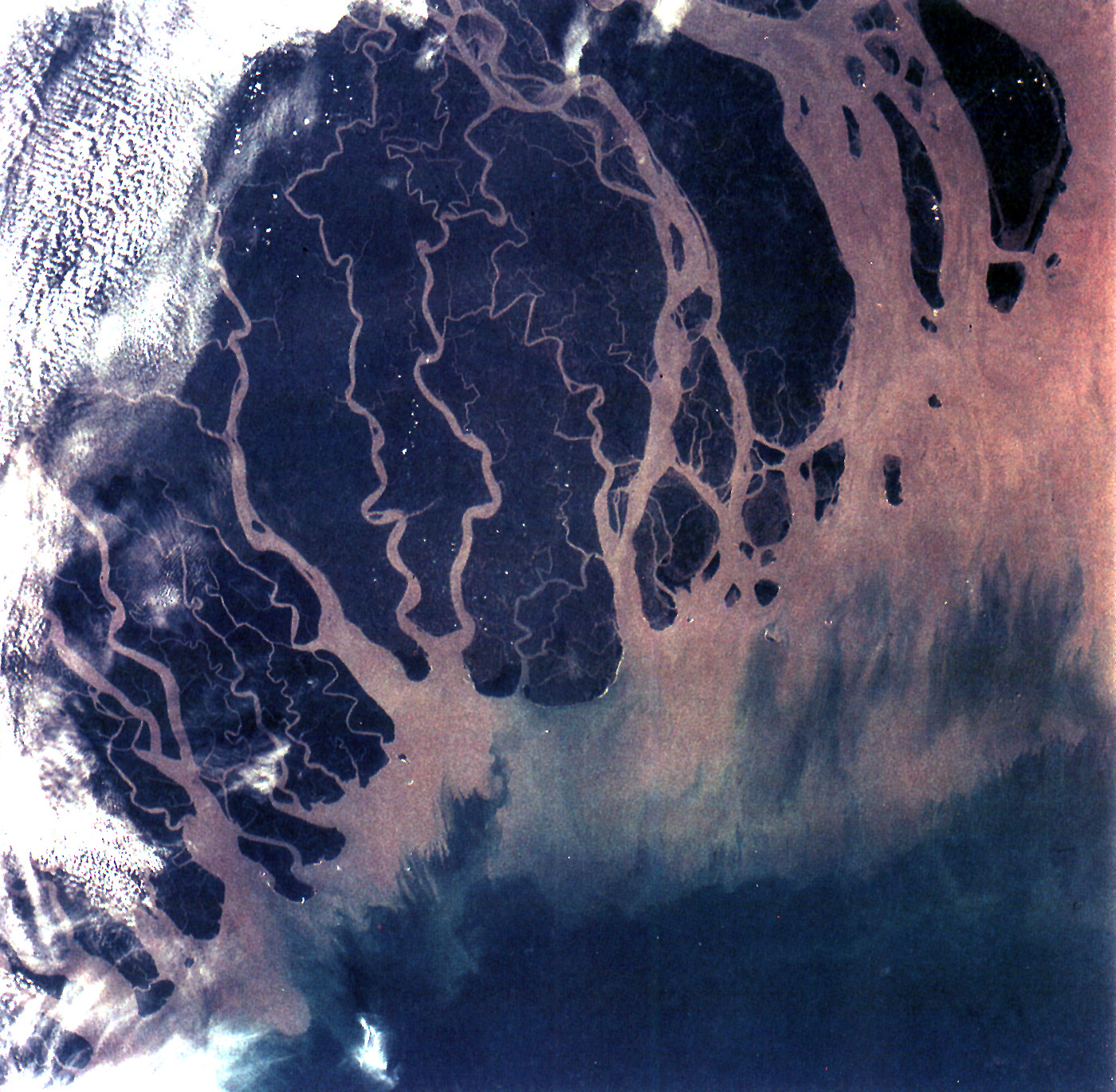
Vùng châu thổ sông Hằng ở Ấn Độ và Bangladesh, một trong những khu vực đồng bằng màu mỡ nhất trên thế giới

- Hố Eberswalde tại Sao Hỏa (châu thổ cổ đại)
- Châu thổ sông Ebro
- Châu thổ sông Fraser
- Châu thổ sông Hằng
- Châu thổ sông Chao Phraya
- Châu thổ sông Lena
- Châu thổ sông Mackenzie
- Châu thổ sông Mekong
- Châu thổ sông Hồng
- Châu thổ sông Mississippi
- Châu thổ nội địa sông Niger (nội địa)
- Châu thổ sông Niger
- Châu thổ sông Nil
- Châu thổ sông Ogooué
- Châu thổ sông Okavango (nội địa)
- Châu thổ sông Orinoco
- Châu thổ sông Paraná
- Châu thổ Peace-Athabasca (nội địa)
- Châu thổ sông Po
- Thung lũng Rio Grande
- Châu thổ Rhine-Meuse-Scheldt
- Châu thổ sông Sacramento-San Joaquin (ngược hình)
- Châu thổ sông Volga
- Châu thổ sông Yukon
- Châu thổ Tanjore, sông Kaveri